# Veine brachiale
Les veines brachiales (ou veines humérales) sont les deux veines profondes du bras satellite de l'artère brachiale.

## Trajet
Les deux veines brachiales, une latérale et une médiale, naissent au niveau du pli du coude de la convergence des veines radiales et ulnaires.
Elles cheminent avec l'artère brachiale et s'anastomosent entre elles le long de leur trajet.
Elles reçoivent les veines basilique, interosseuses antérieures et postérieures.
Elles se rejoignent au niveau du bord inférieur du muscle grand rond pour former la veine axillaire.
Elles drainent les muscles de la partie supérieure du bras : le muscle biceps brachial et le muscle triceps brachial.